# Русские мусульмане
Ру́сские мусульма́не (араб. مسلمون روسيون‎) — этнорелигиозная группа русских, принявших ислам.

## История

### В мусульманских источниках
По сообщениям мусульманских историков Аль-Марвази и Аль-Ауфи, около 912—913 годов русы массово приняли христианство, но вскоре перешли в ислам, направив посольство к царю Хорезма и получив от него имамов.

### Ислам и Древняя Русь
Древнерусский летописный свод начала XII века, включающий в себя летописные заметки и предания о князе Владимире Святославиче, так называемая Повесть временных лет, содержит историю его обращения в православие — «Сказание об испытании вер». Согласно сказанию, князь Владимир последовательно принимает посольства от мусульман (волжских булгар), латинян (немцев-католиков), хазарских иудеев (видимо, речь идёт о хазарах, перешедших в иудаизм). Последним он принимает посольство из Византии. Каждое посольство убеждает киевского князя принять их веру, но первые три посольства получают отказ. Князь благосклонно выслушивает выступление посланника Византии (так называемую «Речь философа»), отправляет собственные посольства, а затем принимает крещение.
«Сказание об испытании вер» в ряде моментов воспроизводит распространённые литературные трафареты, однако трудно сомневаться в том, что традиционная литературная форма отражает некоторые достоверные внешнеполитические контакты Владимира Святославича на религиозной почве, в том числе с мусульманским миром (имеется информация об отправке князем посольства в Хорезм) и германским императором Оттоном II.
После крещения деятельность князя Владимира, среди иных направлений, включала христианизацию Руси. Таким образом, обращение Древней Руси в ислам не состоялось.

### Первые упоминания в летописях
Принятие ислама русскими (православными) впервые чётко зафиксировано в летописном сообщении об убийстве в 1262 году бывшего православного монаха Изосимы (Зосимы), который, приняв ислам, служил в Ярославле при местном ордынском наместнике и помогал в сборе дани. Убийство произошло во время восстания, спровоцированного главным образом увеличением объёмов дани.

### XIV—XIX века
В 1313 году при хане Узбеке ислам стал государственной религией Золотой Орды, однако обращение в ислам происходило преимущественно среди язычников. Более того, Узбек терпимо относился к распространению как православия, так и католицизма среди подвластных ему народов.
Конкретными примерами обращения восточных славян из православия в ислам на протяжении доордынского и ордынского периодов истории России, помимо случая Изосимы, историки не располагают.
После взятия Казани и Астрахани Иваном Грозным началась кампания по христианизации мусульман, что вовсе не способствовало переходу в ислам. Помимо того, ознакомлению с мусульманскими текстами препятствовало слабое знакомство русских с арабским и другими восточными языками; переводы на русский (точнее, церковнославянский) язык исламских сочинений не проводились; контакты с иноверцами не приветствовались.
Следует учесть и наличие в допетровской Руси, а затем и в Российской империи уголовных санкций за переход из православия в другую веру и ещё более жёстких санкций для тех, кто пытался обратить православных в иную веру, например в ислам. Соборное уложение 1649 года предусматривало смертную казнь для того мусульманина, который «какими-нибудь мерами насильством или обманом русского человека к своей бусурманской вере принудит, и по своей бусурманской вере обрежет».
Для исключения контакта православных и инославных подданных запрещалось строить мечети вблизи православных храмов, а крещёным татарам (кряшенам) проживать совместно с некрещёными. Переход русских в ислам нельзя исключить и в те времена, но достоверной информации об этом немного.
После начала русско-турецких войн известны случаи принятия ислама русскими военнопленными в турецком плену, как принудительного, так и добровольного. Попытка насильственного обращения в ислам русского пленника нашла отражение в житии святого XVIII века
Другая попытка отражена в художественной литературе XIX века — у Ф. М. Достоевского на страницах «Братьев Карамазовых».
Примерно в одно время с выходом «Братьев Карамазовых» крымскотатарский просветитель Исмаил Гаспринский выпустил сочинение «Русское мусульманство. Мысли, заметки и наблюдения», в котором термин русские мусульмане обозначал представителей всех мусульманских народов — подданных Российской империи, однако в наши дни термин изменил значение — не без активного участия новообращённых последователей ислама с русскими этническими корнями.

### XX—XXI века
После Манифеста 17 октября 1905 года, провозглашавшего гражданские права и свободы, ситуация существенно изменилась, и в период 1905—1917 годов получили широкую известность случаи перехода христиан в ислам — в частности, некоторыми крестьянами под влиянием ваисовского движения. Будучи сосланы в Тобольскую губернию, ваисовцы столь активно приступили к обращению русских в ислам, что встревожились не только местные православные священники, но и представители официального мусульманского духовенства.
После Октябрьской революции 1917 года обращение в ислам немусульман существенно усложнилось. При советской власти новообращёнными становились, по большей части, попавшие в плен военнослужащие (речь идёт об Афганской войне, начавшейся в 1979 году).
Интерес к исламу среди интеллигенции подпитывался интересом к восточной философии и мистицизму — трудам Гурджиева, Идрис-шаха и других, которые имели лишь отдалённое отношение к исламскому учению вообще и его мистическому направлению (суфизму) в частности. Однако деятельность одного из кружков любителей восточной мистики, начавшегося с «интеллигентских посиделок за чашкой портвейна», способствовала появлению на интеллектуальном небосклоне российского и русского ислама фигуры Гейдара Джемаля. Парадоксально, но азербайджанец Джемаль, настороженно реагирующий на русский фактор в исламе, дал миру целый ряд «учеников», среди которых — Анастасия (Фатима) Ежова, бывший националист Вадим Сидоров (Харун Ар-Руси), левый интеллектуал Алексей Цветков.

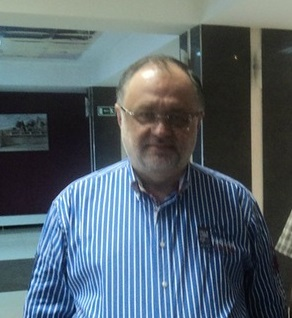
Али Вячеслав Полосин

Даже бывший православный священник Али Вячеслав Полосин сообщает в своей книге «Почему я стал мусульманином?» о влиянии Джемаля (конкретно, телевизионных передач «Ныне» и «Минарет», которые Джемаль вёл в середине 1990-х годов). Личное знакомство Полосина с Джемалем лишь укрепило намерение первого принять ислам. Оно было реализовано в кругу немногочисленных свидетелей ещё в 1998 году, однако на публичное обнародование этой информации Полосин решился лишь весной 1999 года, а чуть позже он стал мюридом Саида афанди Чиркейского.
Вскоре после этого Полосин развернул активную публицистическую деятельность, направленную на критику христианских догматов.
Деятельность бывшего протоиерея одобрили далеко не все этнические мусульмане, критическое отношение свойственно, в числе прочих, руководителям духовных управлений. Хотя авторитет Полосина среди мусульман России высок (особенно если говорить о молодёжи), его нельзя назвать непререкаемым духовным и интеллектуальным лидером для этнических мусульман.
В 2000 году Полосин и Иман Валерия Порохова, известная как переводчик Корана, объявили о создании в Москве общины «Прямой путь» — организации новообратившихся в ислам. Община вошла в состав Духовного управления мусульман Российской Федерации (муфтият, поддерживающий распространение ислама среди русских), её члены собираются не столько для молитвы, но для духовно-просветительских бесед. В 2001 году Полосин начал издание газеты «Всё об исламе» (в состав редколлегии помимо Полосина вошли Ильдар Мухамеджанов, Валерий Емельянов и Сергей Маркус).
Али Вячеслав Полосин на протяжении ещё нескольких лет последовательно выступал против деления мусульман по национальному признаку, заявив, в частности, в одном из своих интервью: «По национальному признаку в исламе нельзя создавать общины, поэтому специально „русских“ общин не существует, как не должно быть и специально татарских, арабских». Однако сдержанная реакция на его деятельность со стороны этнических мусульман в итоге привела Полосина к мысли о том, что у русских мусульман — свой путь.
В 2004 году в Москве русскими шиитами-двунадесятниками был создан «Исламский теологический центр мусульман-шиитов».

#### Создание «Национальной организации русских мусульман»
Национальная организация русских мусульман (НОРМ) была создана 22 июня 2004 года. В её состав вошли мусульманские общины Москвы, Омска, Йошкар-Олы и Алма-Аты. На пресс-конференции в «Известиях» лидеры НОРМ заявили о том, что «спасение России и духовная перспектива для этнических русских — только в исламе». В качестве одной из целей организации было объявлено формирование некоего «субэтноса» — русских мусульман.
Однако, по данным социологов, большинство новых русских мусульман не входят в данную организацию.

## Причины принятия ислама
По мнению российского исламоведа Алексея Малашенко, тенденция приобщения русских к исламу может быть связана прежде всего с тем, что ислам преподносится как универсальная религия, дающая ответы на все проблемы и призывающая к борьбе за справедливость и так далее.
При ином подходе можно указать четыре основные группы причин принятия ислама представителями русского народа: идейные, семейные, конъюнктурные и насильственные. Идейные причины означают принятие ислама вследствие духовных исканий. (Ранее упомянутое объяснение Малашенко при этом, очевидно, соответствует данной группе.)
Смена веры по семейным причинам более характерна для жён мусульман, чем для мужей мусульманок (случаи принятия ислама по примеру глубоко верующей жены единичны). Желание выйти замуж даже указывают как причину подавляющего большинства случаев принятия ислама.
Принятие ислама из конъюнктурных (социально-экономических, карьерных) соображений встречается среди сотрудников органов власти и представителей бизнес-элиты в Татарстане и Башкирии. Наконец, насильственные причины привели к принятию ислама отдельными военнослужащими в афганском или чеченском плену.

### Принятие ислама по идейным соображениям
«Идейные» русские мусульмане распадаются на несколько категорий, выделяемых по определённым признакам.
1. Проявляющие интерес к эзотерике (оккультизму), которых привлекает мистика суфизма[4].
2. Лица, увлечение которых культурой Востока сопровождается изучением восточных языков и комплиментарным (сочувственным) отношением к культуре мусульманских стран. Эта категория идейных последователей ислама состоит преимущественно из представителей интеллигенции и включает большое число приверженцев шиизма[4].
3. Носители «революционных, антигосударственных побуждений», желающие «быть революционерами и воевать с государством». В эту категорию входят бывшие члены праворадикальных (националистических) и леворадикальных группировок[4].

Как утверждают противники «русского ислама», в чём-то близки к данной категории представители уголовной среды, которые принимают радикальный ислам в силу сходства так называемых «понятий» (системы ценностей уголовного мира) с мировоззрением радикал-исламистов: презрительное отношение к государству как таковому родственно восприятию российского государства в качестве кафирского (то есть, как государства неверных). Данную категорию в радикал-исламистских идеологиях привлекает списание предыдущих грехов (преступлений) наряду с возможностью совершить их в дальнейшем (во имя «джихада»).
Некоторые исследователи выделяют, помимо перечисленных категорий, приверженцев «арийского ислама» (для которых ислам — это либо «путь к возрождению русской нации», либо «путь к возрождению белой расы») и «марксистского ислама» (для которых ислам является «средством к всемирному освобождению угнетённых»), однако последние две категории являются своего рода «транзитными пунктами», поскольку сторонники этих течений рано или поздно либо переходят к ваххабизму, либо входят в ряды «Партии исламского освобождения» («Хизб-ут-Тахрир»).

### Иные (сопутствующие) причины
Касаясь мотивов обращения русских в ислам, исследователь из Нидерландов Ева Рогаар отметила разочарование в «православной церкви, в повсеместном моральном разложении общества, коррупции и так далее».
Неоднократная перемена религиозных и мировоззренческих убеждений делает для человека психологически проще и переход в ислам.
Эксперт по исламу Р. А. Силантьев указал, с одной стороны, на свойственное определённым людям перманентное состояние поиска («постоянно меняют веру»).
Кроме того, согласно Силантьеву, «одна из главных причин — протестные настроения».
Руслан Гереев, директор Центра исламских исследований Северного Кавказа, обсуждая рост числа русских ваххабиток, отмечает, что наблюдаемая в настоящее время «исламизация русских девушек — во многом результат плохой работы Русской Православной Церкви и чиновников, которые не уделяют русской молодежи должного внимания». Джихадисты, по его мнению, работают эффективнее, чем православные священники и представители традиционного ислама.
В. В. Иванов, сотрудник Российского института стратегических исследований, в публикации на сайте Православие.Ru сделал сходное замечание:

«Слабая работа» РПЦ проявляется, прежде всего, в том, что фактически не ведётся миссионерской работы среди русской молодёжи.
Почему русские переходят в ислам? Потому что на атеистическую почву можно посеять любые зёрна.
В той же публикации главной причиной успеха мусульманской проповеди среди отдельных представителей русской нации он назвал отрыв большинства русских от своих духовных корней, незнание православного христианства, искажённое представление об этой религии.
Описывая свой опыт переписки и встреч с лицами, заявившими о переходе из христианства в ислам, Г. В. Максимов делает вывод о почти поголовном незнании ими «даже азов христианства, самых элементарных вещей», исключение составляют случаи принятия ислама бывшими священниками.
Конкретный подтверждающий пример можно найти в биографии В. А. Сидорова (Харуна Ар-Руси), основателя Национальной организации русских мусульман, который утверждает, что до знакомства с Гейдаром Джемалем не понимал ни ислам, ни христианство и «пришёл в ислам не из христианства, а, скорее, из язычества».

## Оценки численности
Точные данные о численности русских мусульман получить крайне сложно, поскольку опубликованные данные Всероссийской переписи населения не позволяют определить, как соотносятся этнические и религиозные характеристики респондентов. Публикуемые данные крайне разноречивы. В то же время данные официальной статистики имеются для Казахстана.

### Казахстан
По словам муфтия Казахстана шейха Абсаттар кажы Дербисали, в 2003 году количество русских мусульман в Казахстане достигло 50 тыс. человек.
Эта оценка близка к данным всеказахстанской переписи населения 2009 года, согласно которым в стране проживало 54 277 русских, исповедующих ислам, хотя нельзя не упомянуть о том, что из-за коррупционного скандала данные казахстанской переписи населения 2009 года многие специалисты ставят под сомнение.
Согласно итогам переписи населения 2021 года в Казахстане проживают 58 462 русских, исповедующих ислам.

### Россия
Русский мусульманин, бывший православный священник Али Вячеслав Полосин в 2003 году в интервью Портал-Credo.ru заявлял, что число русских мусульман в России составляло около 10 тысяч человек.
В 2005 году эксперт московского Института религии и политики Георгий Энгельгардт, экстраполируя имеющиеся данные по некоторым регионам, указал диапазон оценок числа русских мусульман — от 5 до 20 тысяч человек.
Российский религиовед и исламовед Р. А. Силантьев в 2007 году оценивал количество русских, перешедших в мусульманство за предыдущие 15 лет, не более чем в 3 000 человек.
В 2013 году он же назвал иную цифру — за 15-летний срок в России ислам приняло не более 10 000 славян, большинство из них — женщины; среди новообращённых немало людей с русскими фамилиями, родившихся от смешанных браков и воспитанных родителем-мусульманином.
Согласно журналу «Русский репортёр» за 2010 год, в посёлке Аскино число мусульман среди этнических русских в течение года учетверилось.
Согласно данным на первую половину 2010-х годов, представленных на конференции «Ислам и государство в России», численность русских мусульман росла, как в целом по России, так и в отдельных регионах (Поволжье), при этом ощутимое увеличение численности русских мусульман, по сведениям полиции и мусульманского духовенства, отмечалось в Нижнекамске (Татарстан), Баймаке (Башкортостан), Ульяновске, Саратове, Астрахани, в Ровенском районе Саратовской области, посёлке Аскино (Башкортостан).
Согласно этим же данным, в одной только Астрахани было около 1 000 русских мусульман, которые придерживались ваххабизма.
В 2016 году журналист Сноб.ру Вероника Прохорова со ссылкой на магистра социологии, аспиранта Санкт-Петербургского института истории РАН Николая Саркисяна сообщила, что в России проживает 5-7 тысяч русских мусульман и с каждым годом эта цифра увеличивается.

### Численность отдельных групп русских мусульман
Предпринимаются также попытки оценить число представителей упомянутых выше групп новообращённых.
Идейные русские мусульмане
(2003 год, оценки специалистов ОВЦС):
Республика Карелия — 10 человек,
Самарская область — 9 человек,
Республика Саха (Якутия) — 8 человек,
Саратовская область — 8 человек,
Ивановская область — 4 человека,
Владимирская область — 1 человек.
Публикация «Церковного вестника» за 2003 год содержала оценки численности идейных русских мусульман в 250—300 человек. Эти цифры основаны на данных, предоставленных специалистами Отдела внешних церковных связей Московского патриархата Русской православной церкви для отдельных российских регионов. «Если принять во внимание относительно крупные общины, действующие в Москве и Санкт-Петербурге», заключил автор, можно получить приведённые выше цифры для России в целом, но точная методика расчётов не сообщалась. Число принявших ислам по иным (семейным и др.) причинам в той же публикации примерно оценивалось в 2 000—3 000 человек.
Р. А. Силантьев высказал мнение, что среди новообращённых русских мусульман большинство составляют женщины, поскольку они часто переходят в религию мужа, выходя замуж за мусульманина. Таким образом, если принять это мнение, то основная причина перехода в ислам — семейная.
Число насильственно обращённых в ислам бывших военнопленных оценивается в несколько десятков человек.

## Проблема национальной идентичности
В ноябре 2014 года на заседании XVIII Всемирного русского народного собора, посвящённого теме «Единство истории, единство народа, единство России», было предложено следующее определение русской идентичности, в религиозном аспекте основанное на православии: 

…русский — это человек, считающий себя русским; не имеющий иных этнических предпочтений; говорящий и думающий на русском языке; признающий православное христианство основой национальной духовной культуры; ощущающий солидарность с судьбой русского народа.— Декларация русской идентичности
К данной формулировке критически отнеслись известные русские мусульмане: муфтий Свердловской области Николай (Абдуль Куддус) Ашарин, руководитель отдела по связям с общественностью Союза мусульман Волгоградской области Сергей (Муса) Баранов, сотрудник Исторической мечети Москвы Владимир (Махди) Зарубин. В частности, Сергей (Муса) Баранов заявил, что после принятия ислама он не только не утратил русскую идентичность, но и более сильно стал ощущать её.

## Арийский ислам
Арийский ислам представляет собой ультраправое движение русских мусульман, соединяющее идеологии ислама, русского национализма и расизма. Идеология этого движения включает в себя признание ислама средством для возрождения русской нации и белой расы.
Движение арийского ислама формировалось в начале 2000-х годов и связано с деятельностью таких групп, как Национальная организация русских мусульман (НОРМ). Значительная часть последователей этого движения следует идеалам ваххабизма. В своей «Декларации о создании движения русских мусульман», арийские исламисты выражают стремление к установлению себя как «передового бастиона арийской расы».
Последователи арийского ислама часто подвергались внутрироссийской критике за шовинистские и ксенофобные взгляды, в связи с чем были вынуждены искать поддержку на Западе. Так, они вступили в международное движение «Мурабитун», проповедующее суннизм маликитского мазхаба и состоящее из новообращённых представителей наций, для которых ислам не является религией большинства.

## Восприятие, реакция, оценки

### Освещение в СМИ
Тема русских мусульман знает периоды затишья и повышенного интереса.
Например, всплеск интереса к теме со стороны СМИ в июне 2015 г., вызванный задержанием на границе Сирии студентки МГУ Варвары Карауловой, в публикации информационно-аналитического портала «On Kavkaz» обозначен не иначе как «массовый психоз из-за нарастающей исламизации страны» (по-видимому, нелицеприятная оценка вызвана тем, что автор статьи не нашёл в выступлениях экспертов «толкового объяснения того, что происходит с русской молодёжью под влиянием растущего влияния ислама»).

### Оценки
Оценки явления разнообразны.
В частности, Р. И. Беккин в журнале «Дружба народов» назвал русских мусульман элитой «русского общества в целом»: 

Интеллектуальная элита, задумывающаяся о смысле жизни, ищущая себя, не желающая следовать проторёнными путями, безоглядно следовать религии предков.
При этом, однако, тот же самый автор отмечает наличие целого ряда причин, которые «превратили русских мусульман в обособленную маргинальную группу, занимающую свою скромную нишу в общественной жизни мусульман России».
Это мнение о маргинальности русских мусульман перекликается с их характеристиками из ранее упомянутой статьи, опубликованной в «Церковном вестнике»: малочисленная неоднородная группа, раздираемая внутренними противоречиями и заметная лишь «благодаря бурной деятельности нескольких десятков активистов».
Впрочем, мнение о малой значимости явления разделяют далеко не все. Особенно это касается носителей отрицательных и резко отрицательных оценок данного явления:

«Это грандиознейшая проблема, — говорит наш пожелавший остаться неизвестным источник в органах. — Те, для кого ислам не является традиционной религией и кто принимает эту веру — в самом радикальном её варианте. Как правило, это происходит с теми, кто оказывается в местах компактного проживания мусульман. У нас в Астрахани это часто студенты учебных заведений. Или вербовка происходит в местах заключения, где нашим парням основательно полируют мозги».— Новые русские… «мусульманки» // Аргументы и факты
В 2013 году религиовед и исламовед Р. А. Силантьев, с одной стороны, отметил, что славян, обратившихся в ислам, существенно меньше числа вступивших в ряды «Свидетелей Иеговы» (за 15 лет, соответственно, 10 тыс. и 150 тыс. человек), однако среди этих 10 000 новых мусульман «лишь каждый десятый исповедует традиционный ислам», а большинство, по словам эксперта, вербуется ваххабитами. Как результат, «именно так называемые русские мусульмане совершают сейчас больше всего преступлений террористического характера». (При этом не русские, а украинцы составили большую часть славян, привлечённых в ряды ваххабитов.)
Сходное наблюдение делает религиовед и исламовед Раис Сулейманов: русские мусульмане, исчисляемые тысячами,
«в процентном отношении дали гораздо больше террористов, чем 5 млн. татар, традиционно исповедующих ислам», и, более того, именно из рядов русских мусульман вышли самые известные исламские террористы.
Отрицательные оценки явления высказывали, в частности, даже отдельные представители исламского духовенства. Например, Гусман Исхаков отметил присущую русским мусульманам повышенную агрессивность и совершенно иной менталитет.

## Известные русские мусульмане

### Муфтии
- Николай (Абдуль Куддус) Ашарин[45][36] — муфтий Свердловской области.
- Сергей (Али) Евтеев[46][47] — бывший муфтий Северной Осетии.

### Общественные деятели
- Павел (Ахмад) Михайлович Жеребин[3][48] — член Национал-большевистской партии (НБП) Эдуарда Лимонова.
- Вячеслав (Али) Сергеевич Полосин[49] — советский и российский религиозный, политический и общественный деятель, мусульманский богослов и апологет. Кандидат политических наук, доктор философских наук. Автор ряда трудов по религиоведению и сравнительному богословию. Советник председателя Совета муфтиев России.
- Вадим (Харун Ар-Руси) Александрович Сидоров[3][50] — один из основателей Национальной организации русских мусульман (НОРМ).

### Представители СМИ, писатели, редакторы и переводчики
- Анастасия (Фатима) Ежова[51] — с 2005 по 2007 годы редактор портала Ислам.ру, с 2008 года редактор-переводчик Фонда исследований исламской культуры.
- Валерия (Иман) Михайловна Порохова[3] — переводчик Корана на русский язык[52].
- Сергей (Джаннат) Владимирович Маркус[53] — советский и российский культуролог, журналист, искусствовед и поэт. В настоящее время является старообрядцем и заместителем руководителя Просветительского отдела Русской православной старообрядческой церкви
- Алексей Алексеевич Цветков-младший[3] — левый интеллектуал, редактор.
- Дмитрий (Хамза) Игоревич Черноморченко[54] — основатель портала «Голос ислама».

### Прочие
- Александр Александрович Тихомиров (Саид Бурятский; Абу Саад Саид аль-Буряти)[31][55][56] — террорист, сын русского и бурятки, которого воспитывал отчим-чеченец[55]. Сторонник радикального ислама, руководитель сети диверсионных школ, причастный к покушению на главу Ингушетии Ю.-Б. Евкурова и другим террористическим актам. Уничтожен российскими спецслужбами в 2010 году.
- Антон Викторович Кротов[57][58][59] — российский путешественник, писатель, основатель и экс-президент «Академии вольных путешествий».
- Александр Вальтерович Литвиненко[3][60] — бывший подполковник ФСБ, критик российских властей и лично В. В. Путина.
- Дмитрий (Ахмад) Витальевич Макаров[3][61] (псевдоним Ахмад Давлетшин[61]) — журналист и историк ислама.
- Ярослав Анатольевич Дыбленко[62] — российский хоккеист.
- Даниил Павлович Уткин[63] — российский футболист.
- Максим Сергеевич Федин[64] — казахстанский футболист.
- Кристина Ткачёва[65][66] — российская боксёрша.
- Анастасия Решетова[67] — российская модель, 1-я вице-мисс Россия 2014 года.

## В культуре

### В житиях святых
Пример неудачной попытки насильственного обращения в ислам даёт житие Иоанна Русского, который родился на территории нынешней Украины, служил солдатом в армии Петра I, был пленён во время Прутского похода 1711 года, а затем был продан в рабство турецкому аге, начальнику конницы, жителю города Прокопиона (нынешнего Ургюпа, Турция). Согласно житию, Иоанна пытались жестокими побоями и оскорблениями склонить к переходу в ислам: «его бросали в навоз, жгли кожу и волосы на голове» — однако пленник проявил чрезвычайную стойкость в вопросах веры. В то же время Иоанн был исполнительным и честным работником, чем и заслужил впоследствии доверие хозяина и его жены. Его обязанностью был уход за скотом, жил он в стойле на конюшне. Жители Прокопиона (турки, греки, армяне) считали Иоанна праведником. Впоследствии Иоанн «стал едва ли не самым почитаемым в Греции святым».

### В художественной литературе
У Ф. М. Достоевского на страницах «Братьев Карамазовых» также обсуждается попытка принудить русского военнопленного к принятию ислама.

Тема случилась странная: Григорий поутру, забирая в лавке у купца Лукьянова товар, услышал от него об одном русском солдате, что тот, где-то далеко на границе, у азиятов, попав к ним в плен и будучи принуждаем ими под страхом мучительной и немедленной смерти отказаться от христианства и перейти в ислам, не согласился изменить своей веры и принял муки, дал содрать с себя кожу и умер, славя и хваля Христа, — о каковом подвиге и было напечатано как раз в полученной в тот день газете.— Ф. М. Достоевский. Братья Карамазовы

### В кинематографе
Судьбе русского мусульманина посвящён фильм «Мусульманин» В. И. Хотиненко, выпущенный в России в 1995 году: русский парень Абдулла (Николай) Иванов (Е. В. Миронов), возвратившись из афганского плена в родное село, стал чужим среди родных и односельчан.

## Комментарии
1. ↑  См. ниже.
2. ↑  Подробнее см. ниже.